# متحف المهدية
متحف المهدية هو متحف أثري تونسي يقع في مدينة المهدية. يحتوي المتحف على عدة مجموعات أثرية وهي بونية ورومانية وبيزنطية وإسلامية إلى جانب مواد تتعلق بفنون وتراث الجهة.

## المجموعات البونية والرومانية والبيزنطية
يحتوي المتحف على عدة مجموعات أثرية وهي بونية ورومانية وبيزنطية وإسلامية إلى جانب مواد تتعلق بفنون وتراث الجهة.
يبرز القسم الروماني _ الإفريقي الرخاء الاقتصادي والازدهار الثقافي لمدن منطقة المهدية. ذلك أن معروضات اللوحات الفسيفسائية الجميلة المتأتية من مدينة الجم (رأس قرقوني وأرفي يفتن الحيوانات قرن III ق م) والتماثيل الأنيقة من الرخام الأبيض ومجموعة التحف الفخارية والطينية والأواني الرائعة المصنوعة من الزجاج كلها تعبر عن مستوى رغد العيش والبذخ الذي بلغته المنطقة في العصر الروماني.

## الحفريات التحت مائية بالمهدية
الأعمدة اليونانية التي كانت في البحر.

القطع الرئيسية لهذا الحطام يحتفظ بها في المتحف الوطني بباردو.

## المجموعات الإسلامية
عدة آثار ترجع للقرن العاشر، تاريخ تأسيس المدينة من قبل الفاطميين:
- الخشب المنحوت والمطلي.
- قطع الفسيفساء.
- الجص المنقوش .
- الخزف والفخار.
- مجموعات من الأقمشة والأزياء التقليدية.
- قطع نقدية من الذهب وكذلك أصناف من الحلي والمجوهرات التي تتحلى به نساء الجهة.

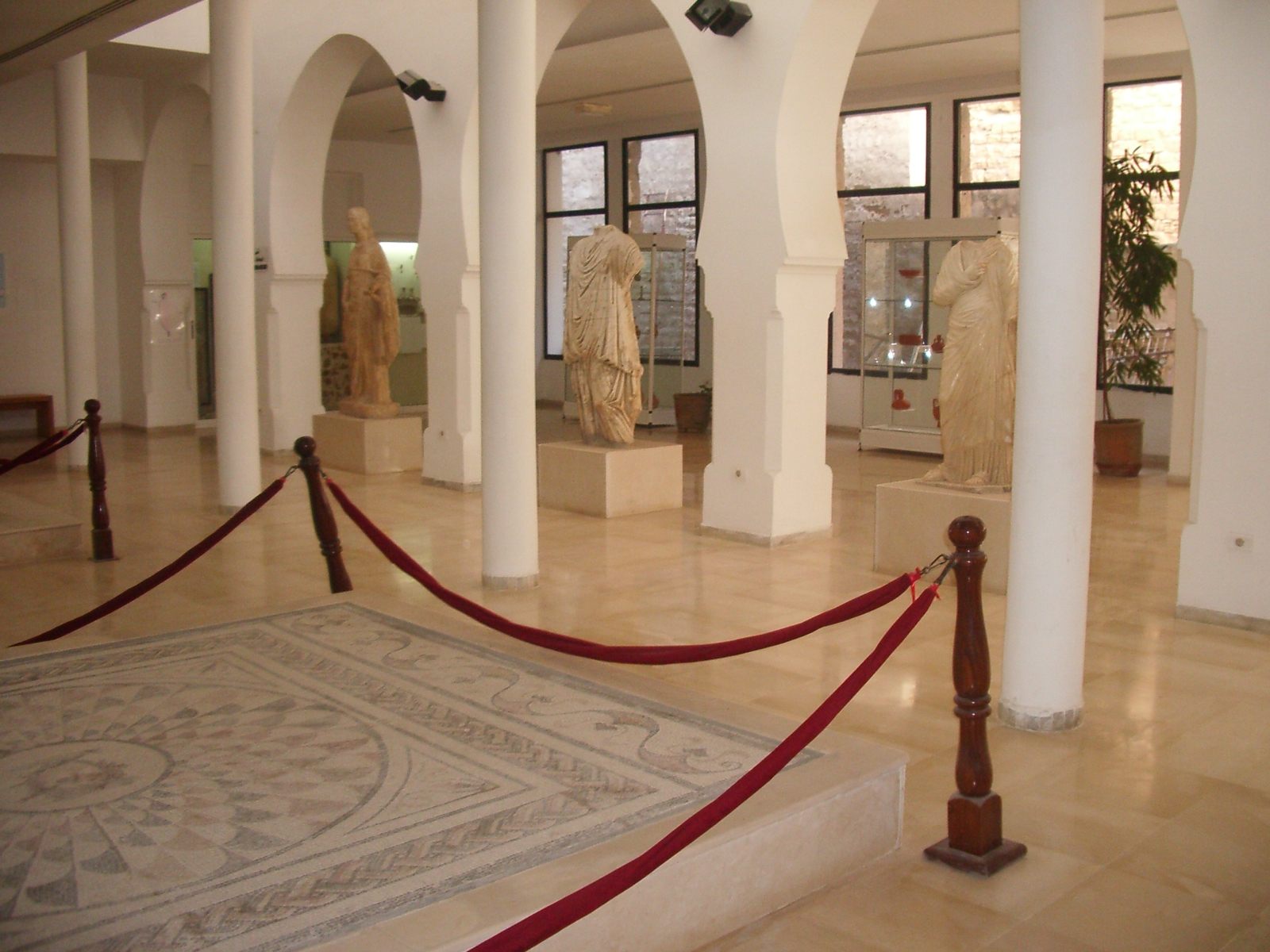
منظر للطابق السفلي للمتحف مع المجموعات القديمة.
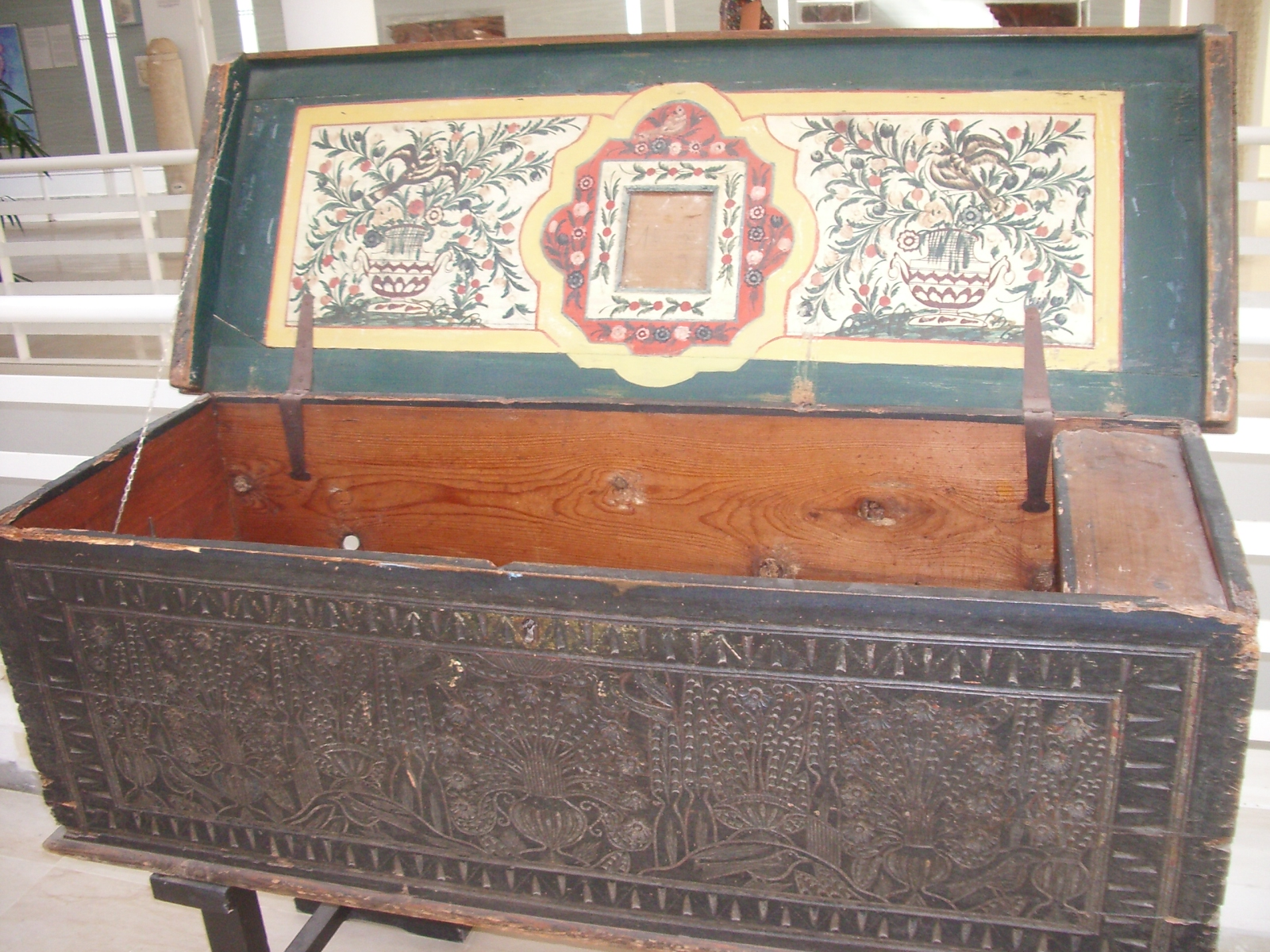
صندوق خشبي.
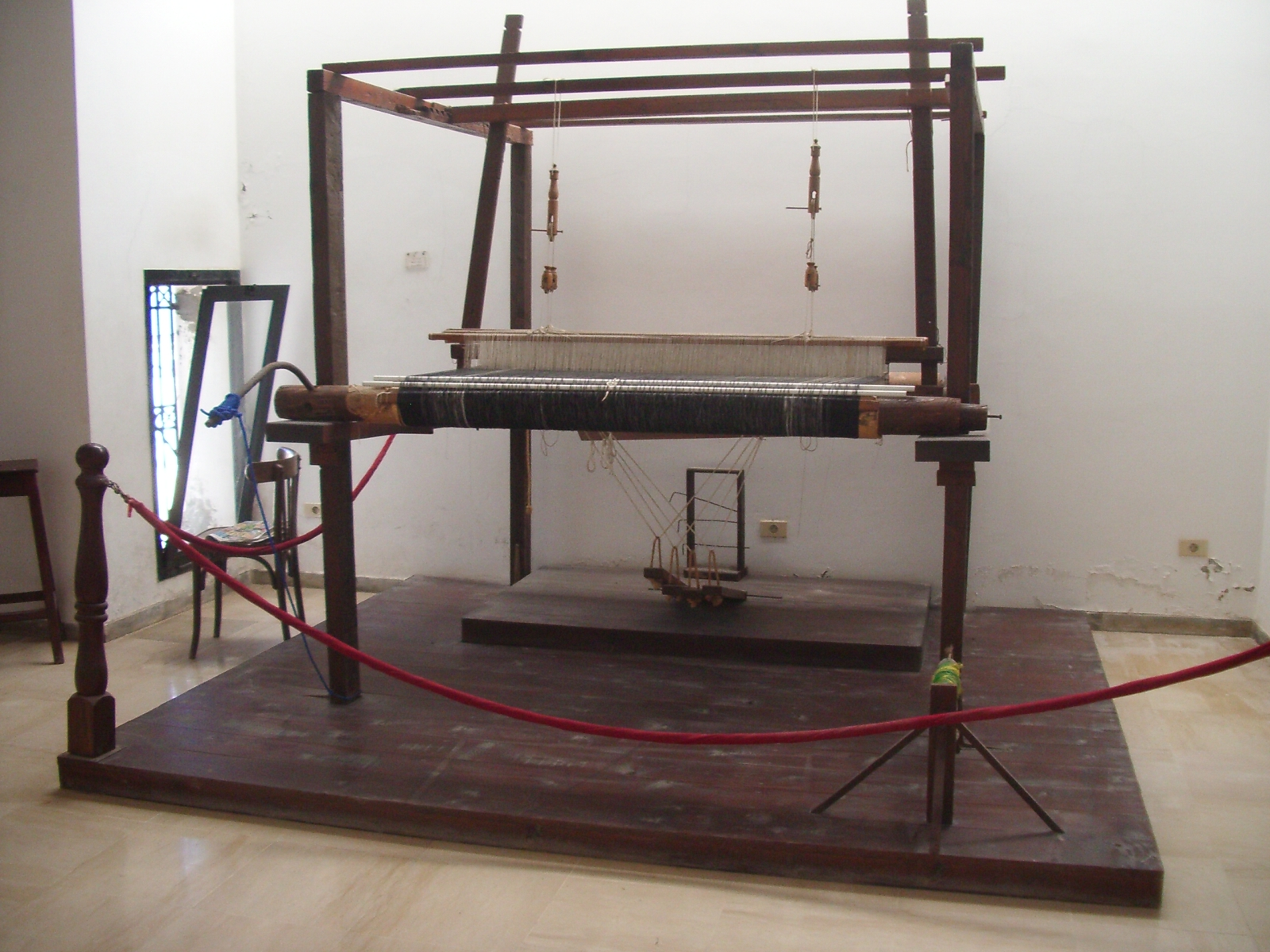
آلة نسيج.

## روابط خارجية
- متحف المهدية على موقع وكالة إحياء التراث والتنمية الثقافية.